# Enrico Platé
Enrico Platé (ur. 28 stycznia 1909 w Mediolanie; zm. 2 lutego 1954 w Buenos Aires) – włoski kierowca oraz właściciel prywatnego zespołu wyścigowego Scuderia Enrico Platé.
Przez całą karierę był związany z włoską marką Maserati.
Jako kierowca wyścigowy debiutował jeszcze przed II wojną światową, w 1936 roku. Największy sukces odniósł rok później, zajmując drugie miejsce na niemieckim torze AVUS. Po wojnie startował w latach 1946–1948, jednak bez spektakularnych wyników.
Po zakończeniu czynnej kariery kontynuował współpracę z Maserati, tym razem jako właściciel prywatnego zespołu Scuderia Enrico Platé, w barwach którego sukcesy odnosił przede wszystkim Emmanuel de Graffenried (m.in. zwycięstwo w Grand Prix Wielkiej Brytanii w 1949 roku).
Zginął tragicznie podczas wyścigu Grand Prix Buenos Aires w 1954 roku. Argentyński kierowca Jorge Daponte stracił kontrolę nad samochodem i potrącił Platé, który stał w boksach przy stanowisku swojego zespołu.